# Nuclei Armati Potere Operaio
I Nuclei Armati Potere Operaio, conosciuti anche come Nuclei Armati per il Potere Operaio furono un'organizzazione terrorista di stampo comunista, che si rifaceva alle tesi dell'Operaismo Comunista nate da Potere Operaio e portate avanti dall'Autonomia Operaia.

## Tesi Economiche e Politiche
Il gruppo nacque tra il 1973 e il 1977 nelle fabbriche della provincia di Brescia seguendo la tesi della centralità degli operai nella società e del loro sfruttamento acuito dalla crisi economica seguita agli shock petroliferi. A livello militare però rifiutavano la logica stalinista e autoritaria delle Brigate Rosse, avendo una struttura interna più' democratica. Le prime azioni vennero fatte ai danni del carcere di Brescia, e contro le concessionaria della Mercedes e della Volkswagen, il giorno dell'anniversario della morte di Ulrike Meinhof e Andreas Baader, i capi della Raf morti nel carcere di Stammhein in Germania.

## L'alleanza tra i Napo ed i Nac
Nel 1980 dopo gli arresti del 7 aprile 1979 decidono unirsi ai nuclei altri giovani dell'Autonomia Operaia bresciana, e parallelamente ai Nuclei Armati nacquero sempre nella provincia bresciana i Nuclei Armati Comunisti, i quali fecero altre azioni terroristiche in Lombardia contro industrie e banche capitaliste accusate di sfruttare i lavoratori proletari, e che successivamente fecero anche azioni congiunte con i memebri del Nuclei Armati firmandosi NAPO-NAC in alcune azioni armate contro lo stato italiano.

## La fusione con la Colonna Walter Alasia
Nel 1981, colpiti da una serie di arresti, decidono di confluire nella Colonna Walter Alasia delle Brigate Rosse.